# Pietro Delogu
Pietro Delogu (Cagliari, 19 gennaio 1857 – Catania, 15 gennaio 1932) è stato un giurista italiano.

## Biografia
Conseguita la Laurea in Giurisprudenza nel 1877, fu prima professore a Bari nel 1879, professore straordinario di Diritto Romano all'Università di Catania dal 1881 e poi ordinario della stessa cattedra dal 1886 e contemporaneamente preside della Facoltà di Giurisprudenza.
Professore di ruolo nel medesimo ateneo fino al 1915, fu anche Rettore dell'Università nel periodo 1900-1903 e successivamente nel periodo 1924-1927.
Tra le opere più famose va citato Il codice penale per l'esercito e per i tribunali militari pubblicato nel 1889.
| Controllo di autorità | VIAF (EN) 89040906 · ISNI (EN) 0000 0000 6277 0925 · SBN UFIV114916 |